# Schronisko PTT „U Jacka Majerczaka” w Pieninach
Schronisko PTT „U Jacka Majerczaka” w Pieninach – nieistniejące schronisko turystyczne Polskiego Towarzystwa Tatrzańskiego, położone w Pieninach, w Szczawnicy na terenie osiedla Piaski przy ulicy Głównej 150a.

## Historia
Schronisko zostało utworzone w 1931 przez Oddział Pieniński Polskiego Towarzystwa Tatrzańskiego, w nowo wybudowanym domu Jacka Majerczaka – górala, przewodnika pienińskiego i flisaka. Mimo że oficjalne otwarcie obiektu nastąpiło w 1931, już trzy lata wcześniej nocowali tu uczestnicy V Międzynarodowego Kongresu Urządzeń Turystycznych. Częstym gościem w nim był Mieczysław Orłowicz. Od 1925 w pobliżu funkcjonowało schronisko „Na Piaskach”, prowadzone przez Oddział Polskiego Towarzystwa Tatrzańskiego „Beskid” w Nowym Sączu.
W trakcie II wojny światowej budynek schroniska był oparciem partyzantów oraz osób nielegalnie przekraczających granicę. Po wojnie władze nie zezwoliły Majerczakowi na dalsze prowadzenie działalności schroniska, a Towarzystwo rozwiązało z nim umowę dzierżawy obiektu. Pomimo to turyści przychodzili tu na nocleg. Ostatecznie schronisko zamknięto w 1950, a jego gospodarz zginął tragicznie w wypadku samochodowym 4 sierpnia 1956.

## Oferta
Schronisko miało 58 miejsc noclegowych, z czego 8 na łóżkach oraz 50 na siennikach. Oferowało również posiłki i napoje. W II połowie lat 30. XX wieku obiekt został zelektryfikowany.